# Yakovlev Yak-52
Dimensions
Le Yakovlev Yak-52 est un modèle soviétique d'avion d'entraînement et de voltige. Il s'agit d'une variante biplace du Yak-50 dont il reprend de nombreux éléments.

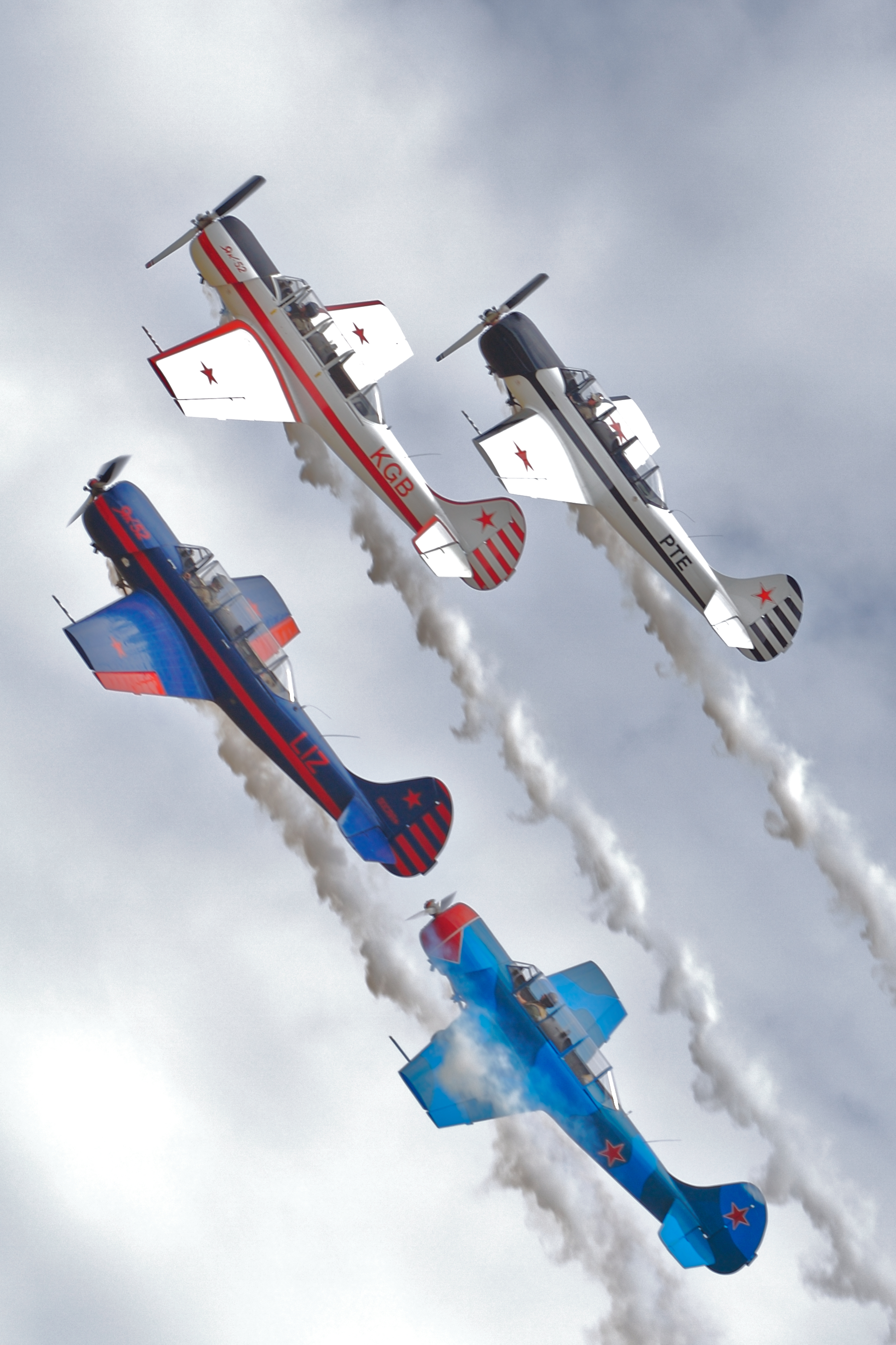
Yakovlev Yak-52s au meeting de Wairarapa en 2007.

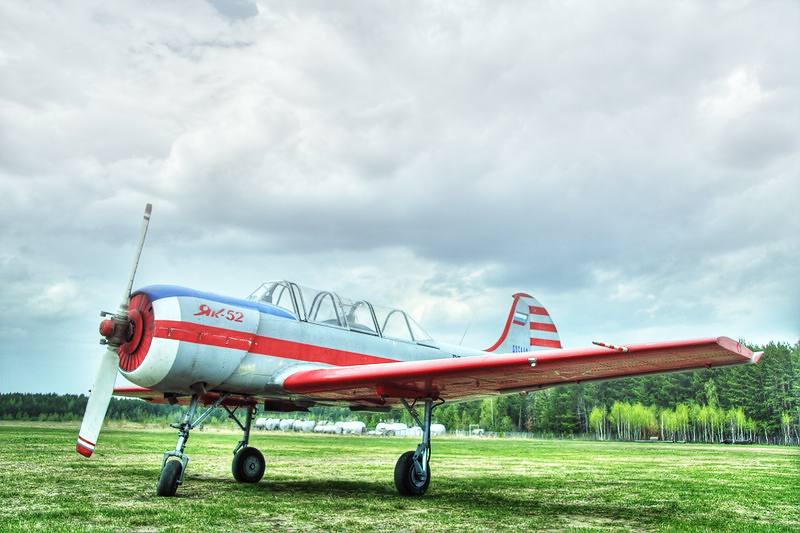
DOSAAF Yak-52.

## Histoire
Son premier vol date de 1976, il a été produit jusqu'en 1998 chez AEROSTAR en Roumanie. Cet avion d'entraînement soviétique, destiné aussi bien aux pilotes civils que militaires de la DOSAAF, était équipé d'un équipement radio et de guidage spécifique adapté uniquement à la navigation en Union soviétique. Son autonomie de vol a été volontairement limitée à 2 heures de vol environ.
Pendant le conflit russo-ukrainien, des Yak-52 sont utilisés par l'Aviation légère de l'armée ukrainienne depuis 2024 pour chasser et détruire les drones russes,.

## Technique
Le Yak-52 est motorisé par le Vedeneyev M14P (ou M14PF), un moteur en étoile de 9 cylindres suralimenté par compresseur. Celui-ci développe 360 ch (400 ch pour le M14PF) et entraîne une hélice V530 bipales (ou tripale MTV9) tournant dans le sens anti-horaire. Le pas variable est contrôlé par un système hydraulique. Le démarrage, les trains d'atterrissage, les freins et les volets d'intrados sont commandés par système pneumatique.

Pour affronter les rigueurs des hivers soviétiques et permettre au moteur de chauffer au parking et de maintenir sa température, le capot du Yak-52 est doté de volets contrôlés par une tringlerie (les jalousies), permettant de réguler le flux d'air entrant pour le refroidissement du moteur.

## Variantes
Aerostar, en Roumanie, assure la transformation des Yak-52 en Yak-52TW. Cette transformation consiste en une modification du train d'atterrissage et à un passage en train classique, ainsi qu'au remplacement de l'hélice bipale par un modèle tripale, impliquant moins de force gyroscopique[réf. souhaitée]. De même des réservoirs supplémentaires sont rajoutés vers l'extérieur des ailes, avec une capacité d'emport de carburant supérieure. D'autres améliorations sont aussi effectuées telles qu'une modernisation de l'instrumentation.
Ukrainiens et Russes les adaptent pour la lutte anti-drone, à l'aide de détecteurs et de fusils manipulées à la main ou sur tourelle,.

## Opérateurs militaires
- Arménie
- Géorgie
- Hongrie
- Lituanie
- Roumanie
- Russie  Dans l'armée russe il sera remplacé par le Yakovlev Yak-152
- Union soviétique
- Turkménistan
- Vietnam
- Ukraine